# Tristano di Chiaromonte
Tristan de Clermont, italianizzato in Tristano di Chiaromonte (1380 circa – 1432), è stato un nobile francese, conte di Copertino e signore di Clermont-Lodève.

## Biografia
Era il figlio di Deodato II di Clermont-Lodève († 1404) e di sua moglie Isabella di Roquefeuil.

## Discendenza
Tristano si sposò con Caterina Orsini del Balzo, figlia del principe di Taranto Raimondo e di Maria d'Enghien, che gli portò in dote la contea di Copertino e gli diede un figlio e quattro figlie:
- Raimondo;
- Sancia, andata in sposa al duca di Andria Francesco II del Balzo;
- Margherita, andata in sposa ad Antonio Ventimiglia Prades, marchese di Geraci e grande ammiraglio del Regno di Napoli;
- Antonia, la quale sposò Ruggero Paleologo, figlio di Tommaso Paleologo, despota di Morea, e fratello dell'imperatore Costantino XI;
- Isabella, andata in sposa a Ferrante d'Aragona, futuro re del Regno di Napoli.